# Diprion jingyuanensis
Diprion jingyuanensis is een insect uit de familie van de dennenbladwespen (Diprionidae). De soort vormt een heuse plaag in het noorden van China. De larven zitten daar massaal op de Pinus tabulaeformis en richten grote schade aan.